# Gaulois cisalpin

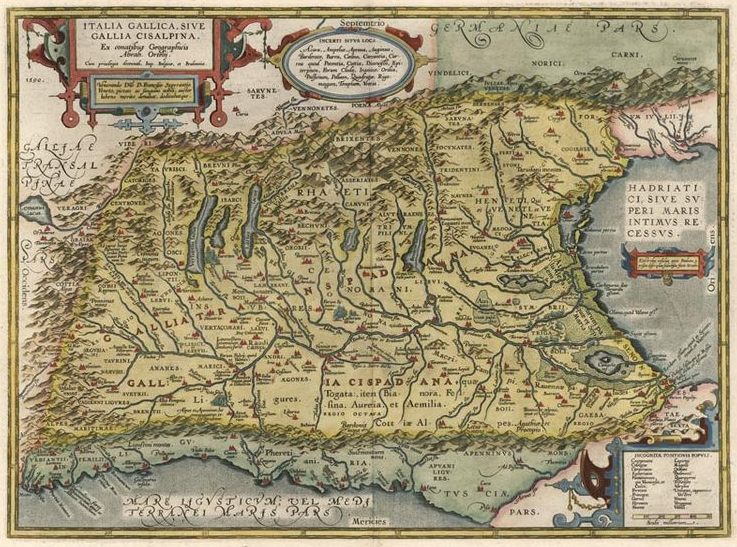
Le gaulois cisalpin est une langue celtique parlée en Gaule cisalpine, aussi appelée Gaule citérieure, la partie de la Gaule qui couvrait l'Italie du Nord.

Le gaulois cisalpin est une langue celtique dont les inscriptions sont souvent mélangées aux inscriptions en lépontique en Italie du nord. Bien qu'il soit possible que les Lépontiens soient autochtones à l'Italie du nord à la fin du IIe millénaire avant J.-C. Les Gaulois ont envahi les régions au nord du Pô en plusieurs vagues depuis le Ve siècle avant J.-C. Ils auraient apparemment emprunté l'écriture des Lépontiens, en y incluant certaines particularités orthographiques. Il existe simplement une douzaine d'inscriptions en gaulois cisalpins, dont trois sont plus longues qu'un ou deux mots. Les inscriptions ont été trouvées au sud de la région occupée par les Lépontiens,.
Il existe un débat sur la nature du gaulois cisalpin, soit un dialecte du gaulois (par exemple chez Schumacher), ou une continuation historique ou dialectale du lépontique (par exemple, chez Eska en 2010). Dans ce dernier cas, le terme de celte cisalpin fait référence au groupe formé par le lépontique et le gaulois cisalpin, contrastant avec le celte transalpin (traditionnellement le gaulois transalpin), pour la langue celtique parlée de l'autre côté des Alpes.

## Comparaison

### Points communs entre lépontique et gaulois cisalpin
Le gaulois cisalpin et le lépontique présentent plutôt les formes suivantes, par rapport au gaulois transalpin :
- -nn- tandis que le gaulois transalpin conserve la forme -nd- : ande → -ane-, *and(e)-are- → *and-o-kom- (incertain) → ano-Ko- ;
- -nt- tandis que le gaulois transalpin conserve la forme -nt- : *kom-b(i)yos → -Ko-PoKios, Quintus →  KuiTos ; *arganton → arKaTo ; *longam → loKan ;
- -s(s)- à la place du gaulois transalpin *χs: *eχs →  es dans es-aneKoti, es-oPnos.

### Différences entre le gaulois cisalpin et le lépontique
Les différences entre le lépontique et le gaulois cisalpin sont les suivantes :
- les terminaisons se font en *-m à la place du *-n gaulois : TeuoχTonion, loKan par rapport à Pruiam, Palam, uinom naśom (mais également le gaulois cisalpin PoiKam, aTom ou atoś et les différents degrés d'utilisation de *-m et *-n dans l'histoire du gaulois).
- la formation des mots : la fin de la troisième personne du singulier pluriel du prétérit en -u/-us : *carnitu (attesté « ϰαρνιτου » et « 𐌊𐌅𐌃𐌍𐌉𐌕𐌖 ») et *carnitus (attesté : « 𐌊𐌅𐌃𐌍𐌉𐌕𐌖𐌔 »), face au lépontique KariTe, KaliTe (mais aussi le gaulois transalpin « dede »).
- les suffixes patronymiques gaulois sont généralement -ikno- ou -ikna tandis qu'en lépontique ils sont généralement -alo-, -ala- ou -al.

## Sources
- (en) Cet article est partiellement ou en totalité issu de l’article de Wikipédia en anglais intitulé « Cisalpine Gaulish » (voir la liste des auteurs).